# Mallocephala
Mallocephala är ett släkte av fjärilar. Mallocephala ingår i familjen björnspinnare.
Kladogram enligt Catalogue of Life:
| Mallocephala | \| \| Mallocephala rhodosoma \| \| \| \| \| \| Mallocephala rubripes \| \| \| \| |
|              | \| \| Mallocephala rhodosoma \| \| \| \| \| \| Mallocephala rubripes \| \| \| \| |
|              | Mallocephala rhodosoma                                                           |
|              |                                                                                  |
|              | Mallocephala rubripes                                                            |
|              |                                                                                  |